# Acrocephalus bistrigiceps
El carricerín cejinegro (Acrocephalus bistrigiceps) es una especie de ave paseriforme perteneciente a la familia Acrocephalidae.

## Distribución geográfica yhábitat
Se encuentra desde el sudeste de Rusia y este de Mongolia hasta el este de China y Japón. Invierna en zonas templadas de Asia. Pasa su tiempo buscando alimento cerca de la tierra en el interior tranquilo de los cañaverales.